# 포항야구장
포항야구장(浦項野球場, Pohang Baseball Stadium)은 대한민국 경상북도 포항시 남구 대도동에 있는 인조잔디 야구장으로, 삼성 라이온즈의 1군 제2홈구장으로 사용 중이다.
포항종합운동장 옆에 있으며, 2010년 3월 3일에 착공하여 2012년 7월 31일 완공되었다. 개장 당시에는 내야 좌석 10,747석과 외야 잔디석 500석으로 총 11,247명의 관중을 수용 가능한 야구장이었으며 이후 외야 잔디석을 증축하여 12,120명 수용 가능 규모의 야구장으로 변경되었다. 이 야구장이 개장하기 전까지 경북 지역에는 이렇다 할 정규 야구장이 없었으며, 그 탓인지 1995년 열린 전국체전 일반부 야구경기는 대구시민운동장 야구장에서 개최됐다.
또한 2013년부터 2014년까지 NC 다이노스 2군 홈구장으로 쓰이기도 했다.
야구장 개장 경기로 2012년 8월 14일부터 16일까지 한화 이글스와의 홈 3연전을 열기로 삼성 라이온즈 야구단과 합의했으며, 2013년부터 삼성 1군 홈 경기 중 18경기, 2군 홈 30경기를 포항에서 치를 예정이다. 또한 완공을 기념하여 제 1회 KBO 총재배 전국 중학교 야구 대회를 2012년 8월 14일부터 26일까지 13일 동안 포항야구장을 비롯해 곡강야구장 등에서 치렀다. 국내 최초로 포수 뒷편이 관중석으로 이루어졌다. 개장 첫 안타, 득점, 홈런은 한화 내야수 이여상이 기록했으며, 첫 승리 투수는 삼성 라이온즈의 장원삼이고, 첫 패전투수는 한화 이글스의 박찬호였다. 첫 세이브 투수는 삼성 라이온즈의 오승환이다. 경기장 뒤편으로 형산강이 흐르고 있어서 한국판 AT&T 파크라는 별칭도 있다.
2012년 4월 17일 포항시 남구청 청사가 포항야구장에 입주했다.
2015년 6월 3일 삼성 라이온즈의 이승엽이 KBO 리그 통산 최초 400홈런을 달성했다.

## 특징
대한민국 최초 포수 뒤쪽에 관중석을 설치하였으며, 또한 기존 야구장의 구조와 달리 직선형이 아닌 타원형 구조를 채택해 관중의 시야 편의를 제공한다. 포항시 남구청 청사가 야구장 시설과 함께 입주해 있어 공간 효율성을 높였다. 규모는 1군 및 2군 프로 야구장으로 정식 활용 중인 곳으로는 잠실야구장 다음으로 가장 넓으며 (좌우펜스 길이 99m, 중앙펜스 길이 122m) 펜스 높이는 안전 펜스를 포함하여 3m이다. 외야는 좌석 대신 문학야구장처럼 잔디 존으로 조성, 가족 단위의 관람객을 배려하였으며 이후 추가적으로 정자를 설치할 예정이다. 포항야구장에 설치된 전광판은 LED 컬러 풀 스크린으로 가로 29.4×세로 8.4m 크기다. 전광판 뒤로 태양열 집열판이 설치되어 있어 에너지 효율성을 도모하였다.
야구장 신축 당시 야구해설가 허구연에게 자문한 것으로 알려져 있다.